# Escaryus liber
Escaryus liber är en mångfotingart som beskrevs av Cook och Collins 1891. Escaryus liber ingår i släktet Escaryus och familjen småjordkrypare. Inga underarter finns listade i Catalogue of Life.